# 俄罗斯第18机枪炮兵师
俄罗斯第18机枪炮兵师（俄语：18-я пулемётно-артиллерийская дивизия）是俄罗斯联邦陆军的一支师级部队，驻扎于萨哈林州，负责守备库里尔群岛（千岛群岛）。

## 历史
该师于1978年5月在哈巴罗夫斯克边疆区组建，以原第129摩托化步兵训练师的几个单位为基础。同年夏天部署到伊图鲁普岛（擇捉島）和库纳希尔岛（國後島）。1980年代末隶属于第51集团军。
2014年起，隶属至东部军区第68军。2022年，有单位调往欧洲参与入侵烏克蘭。

## 编制
截至2021年的编制为：
- 第46机枪炮兵团：库纳希尔岛（國後島）
- 第49机枪炮兵团：伊图鲁普岛（擇捉島）
- 第110独立坦克营：伊图鲁普岛
- 第584独立维修和恢复营：伊图鲁普岛
- 第228独立防空营：库纳希尔岛
- 第911独立后勤、装备和补给连：伊图鲁普岛